# Fujifilm
Fujifilm Holdings Corporation, eller Fujifilm, er et japansk firma kendt for sine fotografiske film og kameraer. Fujifilm er verdens største firma på sit område. Fuji bestyrer 223 datterselskaber til forskning, produktion og distribution af producter, med produktionsfaciliteter i Asien, Europa og Nordamerika. De producerer også lagringsmedier til computer, såsom CD-R og brændbare dvd'er.
Fuji's kamerafilm kommer i karakteristiske grønne æsker. Fuji's fotografiske film ses ofte som direkte rivaler til dem produceret af Kodak. Deres produkter sælges i over 200 lande over hele verden. Fuji har været en af hovedsponsorerne af verdensmesterskabet i fodbold siden 1982.

## Kendte produkter
- Instax-serien af kameraer, der fremkalder billeder på få minutter i stil med de gammeldags polaroid-kameraer, men med ny og forbedret teknologi.
- Fujichrome
  - Velvia
  - Provia
  - Astia
  - Sensia
- Fujicolor
  - Pro 800Z (tidligere NPZ) – bruges ofte af fotojournalister.
  - Pro 160C og Pro 160S (tidligere NPC og NPS).
  - Superia
  - Press
- FinePix-serien af F-mount kompatible digitalkameraer, hvoraf nogle benytter sig af Fujifilm's Super CCD teknologi.
- Fujinon linser

- Diverse opbevaringsmedier, deriblandt kassettebånd, VHS og disketter.
- Optiske medier som DVD'er og CD'er, de fleste producerede af Taiyo Yuden; nogle af Philips.
- Røntgenstrålingsfilm.
- Materiale til LCD skærme.
- Fujifilm GX680 6x8cm kameraet og ældre Fujica filmkameraer.

## Holdingselskab
19. september 2006 afslørede Fuji planer om at etablere et holdingselskab, Fujifilm Holdings Corp. Fujifilm og Fuji Xerox bliver datterselskaber under holdingselskabet. En repræsentant for selskabet bekræftede at de stadig vil producere film, hvilket står for 3% af omsætningen.

## Datterselskaber
Fujifilm har 75% af aktierne i Fuji Xerox, et samarbejde mellem Fujifilm og Xerox Corporation.

## Fodnoter
1. ↑  "FUJIFILM Australia". Arkiveret fra originalen 28. februar 2009. Hentet 15. januar 2007.
2. ↑  "FUJIFILM Global | About Fujifilm | News Releases". Arkiveret fra originalen 17. oktober 2006. Hentet 15. januar 2007.
3. ↑  Fuji Photo to diversify, shift to holding company system | The Japan Times Online